# Miltiades Caridis
Miltiades Caridis (en grec: Μιλτιάδης Καρύδης) (Gdańsk (Polònia), 9 de maig, 1923 - Atenes (Grècia), 1 de març, 1998), va ser un director d'orquestra alemany-grec.

## Biografia
Caridis va néixer a Gdansk de mare alemanya i pare grec. Va créixer a Dresden fins que la família es va traslladar a Grècia el 1938. Caridis va començar els seus estudis musicals durant la guerra al Conservatori d'Atenes i els va completar després de la guerra a la Universitat de Música i Arts Escèniques de Viena fent l'examen de direcció amb Hans Swarowsky.
Va començar la seva carrera a l'Òpera de Colònia i a l'Òpera de Graz i va dirigir a l'Òpera Estatal de Viena durant set anys. De 1960 a 1967 va ser director titular de la Philharmonia Hungarica. Després va dirigir la Filharmònica d'Oslo de 1969 a 1971 i l'Orquestra Tonkünstler de la Baixa Àustria de 1975 a 1981. Com a director freelance, va treballar amb moltes altres orquestres i cors d'arreu del món i va participar en importants festivals. Des de 1995 va dirigir l'Orquestra de la Ràdio Grega; el febrer de 1998 va patir un ictus durant un assaig d'aquesta orquestra, al qual va sucumbir pocs dies després a l'edat de 74 anys a Atenes.
El seu nebot Constantinos Carydis va seguir els seus passos i ja dirigia a l'Òpera Estatal de Viena als 32 anys.

## Premis
- 1981: Medalla Béla Bartók pels seus serveis a la difusió de l'obra de Bartók, atorgada a Budapest
- 1991: Premi de l'Acadèmia d'Atenes per la seva obra musical completa
- 1997: Gran Condecoració d'Honor en Plata pels serveis a la República d'Àustria[2]